# Mohair

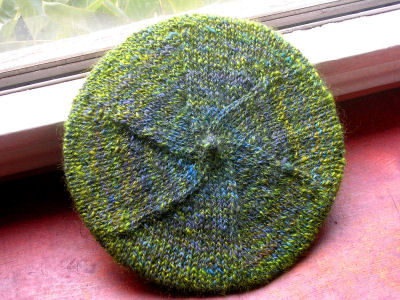
Boina de mohair

El mohair es la fibra procedente del pelo de la cabra de Angora (que no debe confundirse con el conejo de Angora, que produce lana de Angora). Entre otros, se produce un tejido de calado (labor a modo de encaje que se hace en una tela) fabricado con esta fibra textil, muy utilizado en la confección de chaquetas y jerséis. Sus principales características son la suavidad y el brillo del tejido.
Los tejidos de este material se sienten cálido en invierno, ya que tiene excelentes propiedades aislantes, mientras que sus propiedades de absorción de humedad le permiten mantenerse fresco en verano. 
Este es un material duradero, naturalmente elástico, resistente al fuego y a las arrugas. Se considera una fibra de lujo, como la cachemira, los tejidos de angora y la seda, y suele ser más cara que la lana de oveja.
El término mohair parece proceder de la palabra turca mukhya, cuyo significado es ‘el mejor [vellón]’ y con la palabra árabe mukhayyar, que significa ‘un paño de pelo de cabra’.
El mohair se compone principalmente de queratina, una proteína que se encuentra en el pelo, la lana, los cuernos y la piel de todos los mamíferos, pero las propiedades especiales del mohair son exclusivas de la cabra de angora. Si bien tiene escamas algo similares a la lana de oveja, y más aún por su composicióon química las escamas no están completamente desarrolladas, simplemente indicadas. Debido a ello, el mohair se siente diferente, en cuanto que se siente más suave que la lana común o estándar, además que el tejido de este material es más aislante, más delgado y liso, y con más brillo. El mohair puede tejerse en telar o utilizarse para tejidos de punto, se tiñe con cierta facilidad manteniendo muy bien el color y produce un  material firme, aislante, suave y brillante.
La fibra de mohair tiene aproximadamente 25-45 micras de diámetro. Aumenta de diámetro con la edad de la cabra, aumentando su diámetro en proporción a la edad del animal. Por esta razón es que el pelo más fino y suave proviene de los animales más jóvenes, siendo de esta manera que su fibra se usa (por ejemplo) en bufandas, chales y otras prendas que requieren de tejido de mejor calidad, mientras que el de los animales más viejos se destina para alfombras y telas pesadas como para las prendas de abrigo, en donde la mejor finura no es tan requerida. La fibra de mohair se puede mezclar con otro tipo de fibras, o con lana de oveja para obtener tejidos de más alta calidad.
El término mohair se usa a veces para describir un tipo de material utilizado para el techo plegable en automóviles convertibles. En este caso, mohair se refiere a una forma de lienzo similar al denim.

## Índice
- 1 Producción
- 2 Historia
- 3 Usos
- 4 Industria del Mohair en el mundo
- 5 Subsidio de EE. UU. para la producción del mohair
- 6 Véase también
- 7 Referencias
- 8 Lecturas adicionales
- 9 Enlaces externos

## Producción
El esquilado de los animales se realiza dos veces al año, en la primavera y en el otoño. Una cabra producirá de 5 a 8 kg de mohair al año. Este proceso se realiza en un piso barrido cuidadosamente y en el cual se tiene especial cuidado para mantener el pelo limpio y libre de residuos del campo y basurillas. A este pelo se lo procesa para eliminar la grasa natural, la suciedad y la materia vegetal. El pelo mohair en estas cabras crece en bucles bastante uniformes. La cabra de angora es una raza que produce una sola capa de pelo, y a diferencia de las pygora o cachemira (diferentes razas de cabras finas), no hay necesidad de depilar un vellón de mohair para separar el pelo principal (más grueso) del pelo más corto que otras razas de cabras tienen.
Sudáfrica es el mayor productor de mohair del mundo desde 2013, suministrando alrededor del 50% de la producción mundial total. Desgraciadamente, debido a la crueldad que muestran con los animales en las granjas sudafricanas, Zara, H&M, Gap, Topshop, Lacoste y muchas comerciantes más, han llegado al acuerdo de no vender más ropa hecha de mohair.

## Historia

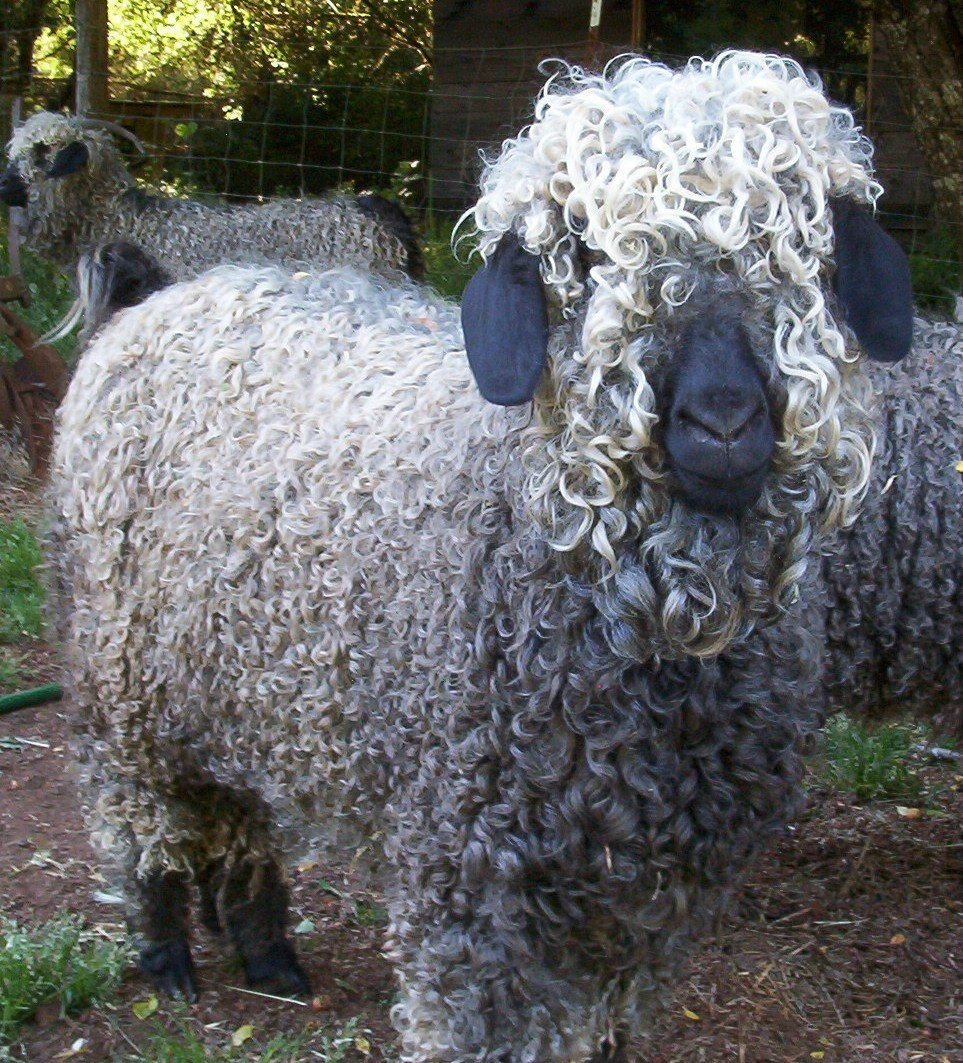
Una cabra de Angora.

Este tipo de caprino es originario del Tíbet y llegó a Turquía en el siglo XVI. Hasta 1849, la provincia de Ankara era la única productora de cabra de Angora. Se piensa que el emperador Carlos V fue el primero en llevarlas a Europa.
Debido a la gran demanda de fibra de mohair durante el siglo XIX se produjeron numerosos cruces entre la cabra de Angora y las cabras domésticas. Además, hubo varios intentos de introducir la cabra en Sudáfrica (donde se cruzó con la cabra autóctona) en 1838, los Estados Unidos en 1849, Australia entre 1856 y 1875, y algo más tarde en Nueva Zelanda.
El principal país productor de fibra de mohair es Sudáfrica —60 % de la producción mundial—, seguido del estado de Texas. Sudáfrica exporta el mohair semiprocesado a los fabricantes de tejidos de Europa, principalmente localizados en el Reino Unido.